# Bazar (Santa Comba)
Bazar o San Mamed de Bazar (llamada oficialmente San Mamede de Bazar) es una parroquia y un lugar español del municipio de Santa Comba, en la provincia de La Coruña, Galicia.

## Entidades de población
Entidades de población que forman parte de la parroquia:
- A Castiñeira
- As Figueiras
- A Toxa
- Bazar
- O Carballal
- Sabaceda
- Turnes

## Demografía

### Parroquia
| Gráfica de evolución demográfica de Bazar (parroquia) entre 2000 y 2019 |
|                                                                         |
| Datos según el nomenclátor publicado por el INE.                        |

### Lugar
| Gráfica de evolución demográfica de Bazar (lugar) entre 2000 y 2019 |
|                                                                     |
| Datos según el nomenclátor publicado por el INE.                    |